# Château de Thirlwall
Pour les articles homonymes, voir Thirlwall.
Le château de Thirlwall est un château du XIIe siècle situé dans le Northumberland, en Angleterre, sur la rive de la rivière Tipalt, près du village de Greenhead et à environ 20 milles à l'ouest d'Hexham. Il est construit au XIIe siècle, puis renforcé à l'aide de pierres provenant du mur d'Hadrien voisin, mais commence à tomber en ruine au XVIIe siècle. Le site est protégé par le statut de bâtiment classé de catégorie I.

## Signification du nom "Thirlwall"
"Thirlwall" combine le moyen anglais Thirl, contracté avec wall ; dans le contexte, la référence et la proximité du mur d'Hadrien de construction romaine à partir duquel le château de Thirlwall a été matériellement construit. Thirl [comme verbe] signifie "perforé-" ou [comme nom] "mur ennuyé", du vieil anglais þyrel, þyrl, "un trou fait à travers n'importe quoi, une ouverture, un orifice" et weall, "mur".

## Histoire
Demeure de la famille Thirlwall, le château est fortifié vers 1330 par John Thirlwall. Dans une enquête de 1542, il est signalé comme appartenant à Robert Thirlwall et dans un « bon état mesurable ».
Percival Thirlwall est tué à la bataille de Bosworth alors qu'il combat pour la cause Yorkiste le 22 août 1485. Il est le porte-drapeau de Richard III lors de la charge finale à Bosworth. Il a maintenu l'étendard même après que ses jambes aient été coupées sous lui.
Eleanor Thirwall, la dernière de la lignée familiale Thirlwall, délaisse le château comme résidence et le domaine passe à la famille Swinburne par son mariage en 1738 avec Matthew Swinburne de Capheaton Hall. Swinburne vend le domaine au comte de Carlisle pour 4 000 £ en 1748.
Par la suite, le château tombe en ruine. En 1832, puis en 1982, de graves effondrements de maçonnerie se produisent.
En 1999, l'Autorité du parc national de Northumberland reprend la gestion du château, le protégeant ainsi d'un nouvel abandon. Il est ouvert au public gratuitement.